# Pidonia falcata
Pidonia falcata là một loài bọ cánh cứng trong họ Cerambycidae.